# Lethe verma
Lethe verma är en fjärilsart som beskrevs av Vincenz Kollar 1844. Lethe verma ingår i släktet Lethe och familjen praktfjärilar. Inga underarter finns listade i Catalogue of Life.

## Bildgalleri

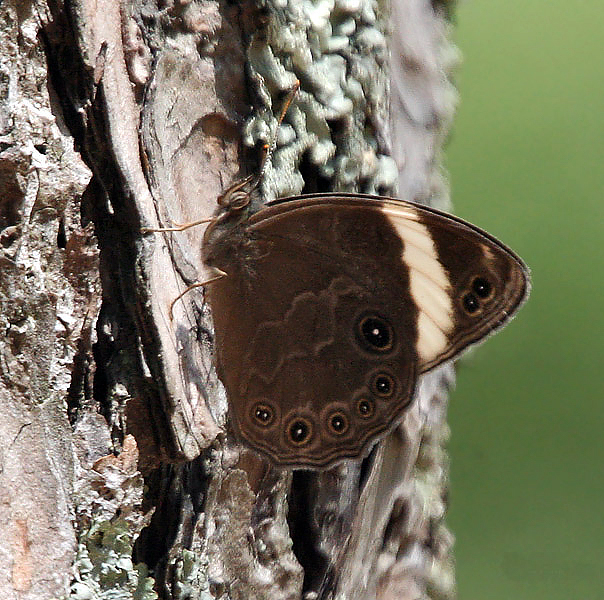
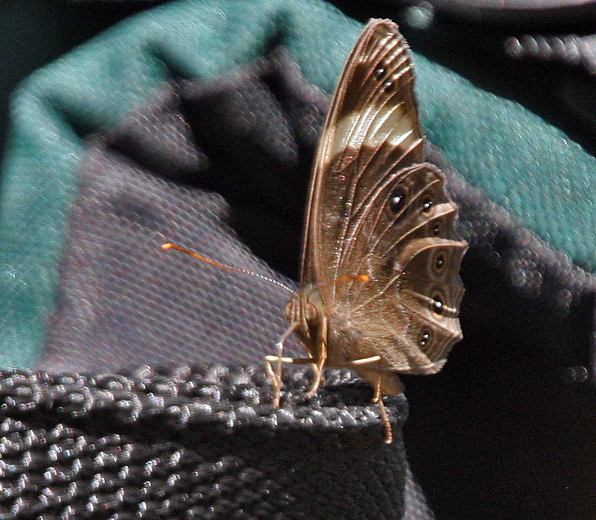
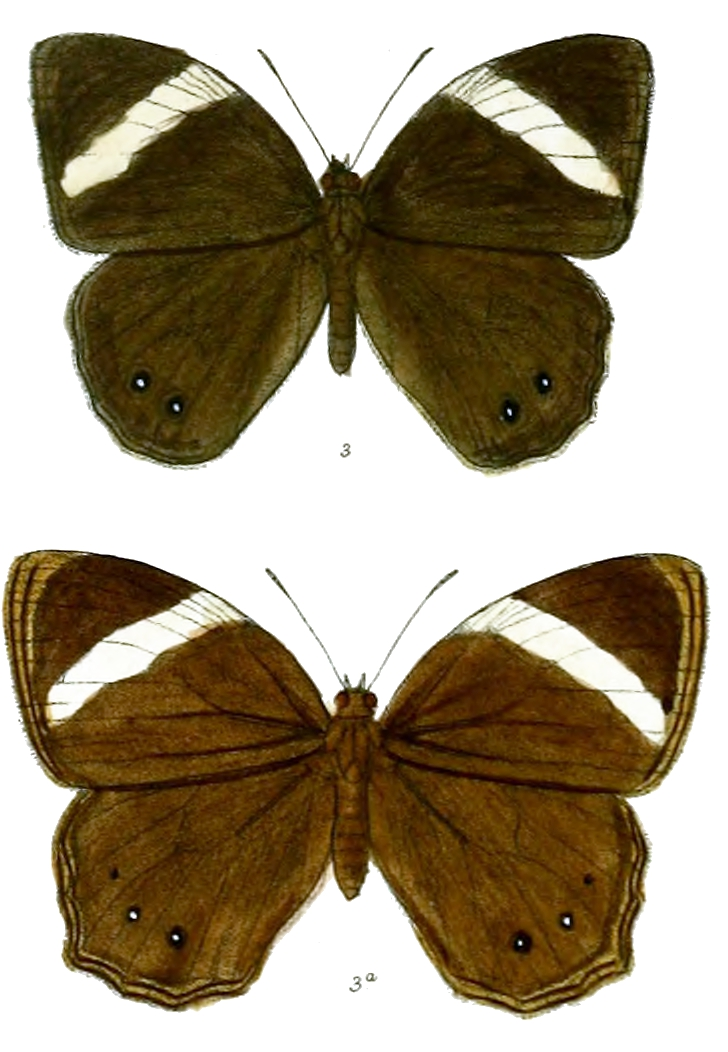